# William Turner Thiselton-Dyer

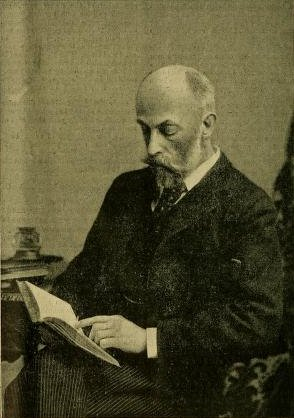
William Turner Thiselton-Dyer, Fotografie in The Gardeners’ Chronicle (1899)

Sir William Turner Thiselton-Dyer, KCMG (* 28. Juli 1843 in Westminster, London; † 23. Dezember 1928 in Witcombe, Gloucestershire) war ein britischer Botaniker. Sein botanisches Autorenkürzel lautet „Dyer“.

## Leben und Wirken
Thiselton-Dyer war der ältere Sohn von William George Dyer, einem Londoner Arzt, und dessen Frau Catherine Jane Firminger. Sein Großvater väterlicherseits, William Matthew Thiselton (1783–1842), Drucker, Barrister und Freimaurer nahm 1840 mit königlicher Lizenz den zusätzlichen Nachnamen Dyer an. Er erhielt seine erste Ausbildung an der St. Peter’s School am Eaton Square und später an der King’s College School, wo er Henry Trimen kennenlernte. Ab 1861 besuchte Thiselton-Dyer das King’s College um Medizin zu studieren. Unter dem Einfluss von George Rolleston, Henry Nottidge Moseley and Edwin Ray Lankester begann er sich für Naturgeschichte zu interessieren. 1863 wechselte Thiselton-Dyer an das Christ Church College in Oxford, wo er bei Henry John Stephen Smith Mathematik und bei Benjamin Collins Brodie jr. Chemie hörte. In Oxford erwarb er 1865 den Grad eines Bachelor of Arts (B.A.) und beendete dort 1867 sein Studium an der Natural Sciences School.
Ab 1868 war Thiselton-Dyer für zwei Jahre Professor für Naturgeschichte am Royal Agricultural College in Cirencester. Während dieser Zeit veröffentlichte er mit seinem Freund Henry Trimen eine Flora von Middlesex. Mit seinem Kollegen Arthur Herbert Church publizierte eine erweiterte and an die englischen Verhältnisse angepasste Ausgabe von Samuel William Johnsons (1830–1909) How crops grow. 1870 graduierte Thiselton-Dyer an der University of London als Bachelor of Science (B.Sc.) und wurde als Professor für Botanik ans Royal College of Science for Ireland in Dublin berufen. Während dieser Zeit korrespondierte er mit Joseph Dalton Hooker, dem Direktor des Royal Botanic Gardens in Kew. Aufgrund Hookers Empfehlung wurde Thiselton-Dyer 1872 Professor der Royal Horticultural Society in London und außerdem Hookers Privatsekretär.
Bei den Royal Botanic Gardens in Kew war er von 1875 bis 1885 „Assistant Director“ und von 1885 bis 1905 Direktor. 1887 gründete er das Bulletin of miscellaneous information, das er in seiner Eigenschaft als Direktor bis 1905 herausgab. In dieser Funktion war er auch Herausgeber der beiden Teile des zweiten Ergänzungsbandes (1904–1905) des Index Kewensis. Von 1905 bis 1906 gab Thiselton-Dyer die Bände 131 und 132 des Curtis’s Botanical Magazine heraus. Am 15. Dezember 1905 ging Thiselton-Dyer in den Ruhestand. Sein Nachfolger war David Prain.
Thiselton-Dyer war ab 1896 Herausgeber der von William Henry Harvey und Otto Wilhelm Sonder begonnenen Flora capensis. Von der Flora of Tropical Africa von Daniel Oliver gab er zwischen 1897 und 1902 alle Bände 4–8 mit Ausnahme von 6(2) heraus.
Am 23. Juni 1877 heiratete er Harriet Ann Hooker (1854–1945), eine Tochter des Botanikers Joseph Dalton Hooker.

## Ehrungen
1872 wurde Thiselton-Dyer Mitglied der Linnean Society of London. Zweimal, von 1874 bis 1876 sowie von 1884 bis 1887, war er Ratsmitglied und Vizepräsident von 1885 bis 1887. Am 3. Juni 1880 wurde Thiselton-Dyer als Mitglied („Fellow“) in die Royal Society gewählt, aus der er sich am 17. Mai 1917 wieder zurückzog. 1887 wurde er Mitglied der Deutschen Akademie der Naturforscher Leopoldina.
1882 wurde er Companion (CMG), 1899 Knight Commander (KCMG) des Order of St. Michael and St. George. Er wurde 1892 Companion des britischen Ritterordens Order of the Indian Empire (CIE). Die Royal Society of New South Wales ehrte ihn 1892 mit der Verleihung der Clarke-Medaille.
Sein Schwiegervater Joseph Dalton Hooker benannte zu seinen Ehren die Pflanzengattung Dyera Hook.f. aus der Familie der Hundsgiftgewächse (Apocynaceae). Auch die Pflanzengattungen Dyerella F.Heim aus der Familie der Flügelfruchtgewächse (Dipterocarpaceae), Dyerocycas Nakai aus der Familie der Cycadaceae und Dyerophytum Kuntze aus der Familie der Bleiwurzgewächse (Plumbaginaceae) sind nach ihm benannt.

## Schriften (Auswahl)
Bücher
- Flora of Middlesex: A topographical and historical account of the plants found in the county. With sketches of its Physical Geography and Climate, and of the progress of Middlesex botany during the last three centuries. Robert Hardwicke, London 1869 (Digitalisat) – mit Henry Trimen.
- How crops grow. A treatise on the chemical composition, structure, and life of the plant, for agricultural students. Macmillan, London 1869 (Digitalisat) – von Samuel William Johnson (1830–1909), mit Arthur Herbert Church.
- Flora capensis: being a systematic description of the plants of the Cape colony, Caffraria, & Port Natal (and neighbouring territories). 7 Bände, Kent etc., L. Reeve, 1859–1933 (Digitalisate) – mit William Henry Harvey, Otto Wilhelm Sonder
- Index Kewensis plantarum phanerogamarum. nomina et synonyma omnium generum et specierum ab inition anni MDCCCXCVI usque ad finem anni MDCCCC complectens. Supplementum secundum. Clarendon Press, Oxford 1904[–1905] (Digitalisat) – als Herausgeber.

Zeitschriftenbeiträge
- Arenaria montana, Linn. In: Journal of botany, British and foreign. Band 4, 1866, S. 179 (Digitalisat).
- On spontaneous generation and evolution. In: Quarterly journal of microscopical science. Neue Folge, Band 10, 1870, S. 333–354 (Digitalisat).
- Lecture on plant-distribution as a field for geographical research. In: Proceedings of the Royal Geographical Society of London. Band 22, Nr. 6, London 1878, S. 412–445 (Digitalisat, JSTOR:1799845, doi:10.2307/1799845).
- The coffee-leaf disease of Ceylon. In: Quarterly journal of microscopical science. 2. Folge, Band 20, Nr. 78, 1880, S. 119–129 (Digitalisat, doi:10.1242/jcs.s2-20.78.119).
- The Duke of Argyll and the Neo-Darwinians. In: Nature. Band 41, 16. Januar 1890, S. 247–248 (Digitalisat, doi:10.1038/041247c0).
- Acquired characters and congenital variation. In: Nature. Band 41, 6. Februar 1890, S. 315–316 (Digitalisat, doi:10.1038/041315c0).
- Historical account of Kew to 1841. In: Bulletin of miscellaneous information. Nr. 60, 1891, S. 279–327 (Digitalisat, JSTOR:4111337).
- Variation and specific stability. In: Nature. Band 51, 14. März 1895, S. 459–461 (doi:10.1038/051459c0).
- The utility of specific characters In: Nature. Band 54
  - 30. Juli 1896, S. 293–294 (doi:10.1038/054293a0).
  - 10. September 1896, S. 435–436 (doi:10.1038/054435d0).
  - 1. Oktober 1896, S. 522 (doi:10.1038/054522c0).

Sonstiges
- Preface. In: Frederick Orpen Bower, Sydney Howard Vines: A course of practical instruction in botany. Teil 1, Macmillan, London 1885, S. V–VII (Digitalisat).
- Distribution of vegetable life. In: Encyclopaedia Britannica. 9. Auflage, Band 7, Adam and Charles Black, Edinburgh 1887, S. 286–290 (Digitalisat).